# Astrid Danielsen
Astrid Danielsen (nascida em 1 de novembro de 1968) é uma ex-ciclista norueguesa que participava em competições de ciclismo de estrada.
Natural de Trondheim, Danielsen competiu representando a Noruega na prova de estrada (individual), terminando na 35ª posição.